# Улица Читанава
Улица Читанава — улица в Сухуме, в историческом районе. Ранее носила название Котляревской улицы и улицы Ворошилова.
Популярный туристический маршрут.

## История
Одна их старейших улиц города.
Улица возникла в 1850 году, хотя долгое время она осталось безымянной.
Начиналась она от нынешней улицы Званба и заканчивалась на северо-востоке у Красного Моста. Только в 1880-х гг. горожане стали называть её Котляревской — в честь проживавшего на ней Сухумского городничего, штабс-капитана В. И. Котляровского. Это неофициальное название закрепилось и в официальных документах.
Нынешняя набережная Махаджиров — это бывшие улицы Михайловская набережная и Котляровская.
В советское время улица носила Климента Ефремовича Ворошилова.
Улица входила в набережную Руставели, которая проходила от Красного моста до района Маяка,.
В начале 1980-х годов набережная Руставели была ограничена на западе пересечением с улицей Октябрьская, а её продолжение получило иное название — сквера им. Иуа Когониа.
В 1994 г. происходит переименование набережной Руставели в Набережную Махаджиров — в память об абхазах, депортированных в XIX в. в Османскую империю.
С 2009 эта часть набережной Махаджиров решением Сухумского городского собрания названа в честь Артура Николаевича Читанава (1949—1993), Героя Абхазии.

## Достопримечательности
На набережной были возведены в разное время одни из самых красивых зданий и сооружений города:
Дом с куполом братьев С.И. и Г. И. Ксандопуло, 1906 г.,
здания Русского и Российского пароходства и торговли,
большой дом семьи П. Н. Метакса,
гостиница «Россия»,
Почтово-Телеграфная контора,
дом Сухановой М. Н. ресторан «Париж»;
гостиница «Метрополь» и др.
В 1914 г. на пересечении с ул. Колюбакинской была построена гостиница «Сан-Ремо», а уже в советское время гостиница «Абхазия» (1935 г.), здание Абхазского обкома партии в 1958 г.